# Agenzia per la garanzia della qualità dell'istruzione superiore
L'Agenzia per la garanzia della qualità dell'istruzione superiore (in inglese Quality Assurance Agency for Higher Education, QAA) è un ente privato senza scopo di lucro del Regno Unito, riconosciuto dal governo britannico quale organizzazione che svolge la funzione pubblica di sorveglianza degli standard accademici e della qualità dell'offerta formativa di tutte le istituzioni di istruzione superiore autorizzate legalmente a conferire titoli di studio britannici di livello universitario.